# Budynek przy ul. Panny Marii 2 w Toruniu
Budynek przy ul. Panny Marii 2 w Toruniu – dawna furta klasztorna z trójschodowym szczytem, pochodząca z 2. poł. XIV wieku, znajdująca się przy ul. Panny Marii 2, przy narożniku Rynku Staromiejskiego w Toruniu. Sąsiaduje on z kościoła Wniebowzięcia Najświętszej Marii Panny. Do budynku przylega mur klasztorny, zwieńczony ozdobnymi ostrołukowymi bramami, pochodzący również z XIV wieku. W XIX wieku parter kamienicy zniekształcono i zubożono. Obecnie pełni on funkcję plebanii parafii Wniebowzięcia Najświętszej Marii Panny.